# Ташкент-Восточный (аэродром)
Ташкент-Восточный — строящийся гражданский аэропорт бизнес-авиации, находящийся в Яшнабадском районе Ташкента Республики Узбекистан. Допущен к международным полётам, имеется пограничный и таможенный контроль.
Ранее принадлежал ГАО «ТАПОиЧ», но в 2007 году был продан авиакомпании «O’zbekiston Havo Yo’llari».
В 2018 году аэродром «Ташкент-Восточный» и часть территории «Ташкентского механического завода» (бывший ТАПОиЧ) были переданы АО «O‘zbekiston Temir Yo‘llari».
Классификационное число ВПП (PCN) 42/R/А/X/T. Аэродром способен принимать самолёты Ан-124, Ил-76, Ан-22 и все более лёгкие, а также вертолёты всех типов.
Помимо воздушных судов авиакомпании «O’zbekiston Havo Yo’llari», на аэродроме базируются:
- Лётно-испытательная станция (ЛИС) ГАО «ТАПОиЧ»;
- Войсковая часть 23229 ВПВР и ВВС Республики Узбекистан.

В 2018 году начато строительство гражданского аэрокомплекса.
В 2025 году началось усиленное строительство аэропорта.

## Упоминание в культуре
В годы войны в Афганистане аэродром активно использовался для переброски советских интернационалистов. В частности, его посетил Александр Розенбаум, после чего упомянул в одной из своих песен (под названием «За столом сидят дед и внук»).